# جوزيف قزي
جوزيف قزي (بالفرنسية: Joseph Azzi) (مواليد 20 نوفمبر 1937 في الجيّة) هو كاتب وباحث وراهب لبناني يشتهر بأسماء أخرى منها أبو موسى الحريري و أنور ياسين. اشتُهر جوزيف قزي بتأليفه عدد كبير من الكتب والمقالات المثيرة للجدل حول الأديان، ونشر كتبه بأسماء مستعارة لأسباب تتعلق بأمنه الشخصي، وخاصةً خلال الحرب الأهلية اللبنانية. حقق شهرة واسعة بتأليفه كتاب «قس ونبي» عام 1979، ونشره بالاسم المستعار أبو موسى الحريري. وهو كتاب يعالج المجتمعَ الدينيّ الذي نشأ فيه الإسلام، ويعتبره مجتمع «نصراني» الأصل، وحسب ما جاء في الكتاب فإن ورقة بن نوفل هو من كان خلف النبي محمد وتأليف القرآن. كما أنه نشر العديد من الكتب والمقالات عن العقيدة الدرزية تحت اسم أنور ياسين.

## نشأته وتعليمه
وُلد جوزيف قزي في قرية الجيّة التابعة لقضاء الشوف في جبل لبنان لعائلة مارونية. بدأ تعليمه الابتدائي في دير سيدة النصر في غوسطا، حيث أدخل النذور الرهبانية الأولى في 20 يوليو 1955، ثم النذور الرهبانية الاحتفالية في 16 يناير 1959 في جامعة الروح القدس – الكسليك. أكمل دراسته الثانوية في إكليريكية الروح القدس الكسليك، وحصل على شهادة البكالوريا الأدبية في الفلسفة عام 1960.
تلقى الدرجات المقدسة بالتتابع، بدءًا بالصغرى في جامعة الكسليك عام 1964 في كنيسة مار أفرام، ثم الشماسية عام 1965 في نفس الكنيسة، وأخيرًا القسوسية في 3 ديسمبر 1965 في كنيسة مار مارون في روما. لاحقًا، واصل دراسته في جامعة الروح القدس الكسليك حيث نال درجة الدكتوراه في الفلسفة عام 1981، وكان عنوان رسالته "بين العقل والنبيّ".
شغل منصب أستاذ الفلسفة العربية، اللاهوت العقائدي، والدراسات الإسلامية في كلية اللاهوت، كما درّس في معاهد التاريخ والليتورجيا بجامعة الروح القدس الكسليك، وفي معهد القديس بولس في حريصا.

## مؤلفاته
- أعربي هو؟
- السلوك الدرزي
- الشيعة الإثناعشرية
- العلويون النصريون
- المسيحية في ردود المسلمين
- المسيحية في ميزان المسلمين
- بين العقل والنبي
- بين المسيحية والإسلام
- تبرئة الله
- رسائل الحكمة
- رغبات النفس والجسد
- سلسلة الأديان السريّة (11 جزء)
- عالم المعجزات
- قس ونبي
- محنتي مع القرآن
- مذبحة الجبل
- مسيح القرآن ومسيح المسلمين
- مصادر العقيدة الدرزية
- موازين الحقيقة الصعبة
- نبي الرحمة
- نزعنا القناع
- نصارى القرآن ومسيحيوه
- هذا هو الإسلام
- سلسلة الحقيقة الصعبة (23 جزء)

### نشر وتوزيع مؤلفاته
بسبب صعوبة الوصول لكتب الأب جوزف قزي تحت اسمه الحقيقي وأسمائه المستعارة، تم السماح للمفكر سامي الذيب بنشر كتبه التي صدرت في سلسلة الحقيقة الصعبة (22 كتاب) وسلسلة الأديان السرية (11 كتاب) وكتب أخرى، وقد تم توفير هذه الكتب مجاناً لتسهيل الوصول إليها.

## جدل حول مؤلفاته
توالت التكهنات حول شخصية أبو موسى الحريري، كما تعرضت كتبه لانتقادات كثيرة، وخاصة كتابه «قس ونبي» الذي اعتبر أن وراء نشأة الإسلام وكتابة القرآن شيعة نصرانيّة إسمها الإبيونيّة، وأن القرآن المكّي من تراث الكنيسة النصرانيّة العربيّة. وكان عدد الذين انتقدوا الكتاب يفوق 20 كاتباً، منتقدين كيفية ربط القس ورقة بن نوفل مع ظهور القرآن، وهو ما يعتبر كفراً برأيهم. ورد أبو موسى الحريري بالرد عليهم ضمن كتابه المعنون «موازين الحقيقة الصعبة».
ومن الكتب المهمة جداً التي قام بنشرها ضمن سلسلة الحقيقة الصعبة كتاب «رسائل الحكمة» في ثلاثة مجلدات، وهذا الكتاب هو المرجع الأساس في معرفة العقيدة الدرزيّة. يتوزّع على 111 رسالة في ستّة كتب. وهي المرّة الأولى التي يُطبع فيها ويُنشر، بعد أن كان سرّيّاً، يُخَطُّ باليد، ومتداوَلاً بين بعض رجال الدين فقط. يُقدِّم الكتاب، ويعلّق عليه، ويفسّر غوامضه، ويوطّئ رسائلَه باسم أنور ياسين (وهو اسم مستعار للأب جوزف قزي)، الّذي رجع في شروحاته، إلى «تفاسير الأمير السيّد جمال الدين التنّوخي»، و«كتاب الدرر المضيّة واللّمع النورانيّة في تلخيص ألفاظ الحكمة الشريفة ومعانيها الروحانيّة»، و«مختصر البيان في مجرى الزمان»، وسواها من المراجع الدرزيّة الأكيدة. كما أن الأب جوزف قزي أصدر أيضا سلسلة التراث العلوي، ومن ضمنها رسائل الحكمة العلوية.
وفي كتاب «تبرئة الله» دعى قزي إلى إلغاء الأديان بشكل عام لأنها تفرق البشر، وأن المسيح لم يأتِ ليؤسس ديناً ولا لينزل كتاباً ولا ليثبِّت شريعة أبدية أزلية. بل أسس كنيسة مؤلفة من بشر ضالين وخاطئين وهي تواكب الإنسان والعلم والتطور. واعتبر أن الأديان التي تحكم البشر بطريقة أزلية هي السبب بتخلف دول المشرق العربي.

## وصلات خارجية
- مقالات جوزيف قزي على الحوار المتمدن
- جميع كتب جوزيف قزي (أبو موسى الحريري) على موقع سامي الذيب
- كتب جوزيف قزي على موقع أكاديمية